# Barbara Ganz
Barbara Ganz (nascida em 28 de julho de 1964) é uma ex-ciclista suíça. Foi campeã nacional suíça de estrada em 1993. Competiu na prova de estrada feminina nos Jogos Olímpicos de Verão de 1988 em Seul.